# Fabiano Peçanha
Fabiano Peçanha, född 5 juni 1982, är en friidrottare från Brasilien. Han deltog vid olympiska sommarspelen 2008 och olympiska sommarspelen 2012.